# Bruno Podalydès
Bruno Podalydès (Versailles, 11 marzo 1961) è un attore, regista e sceneggiatore francese.

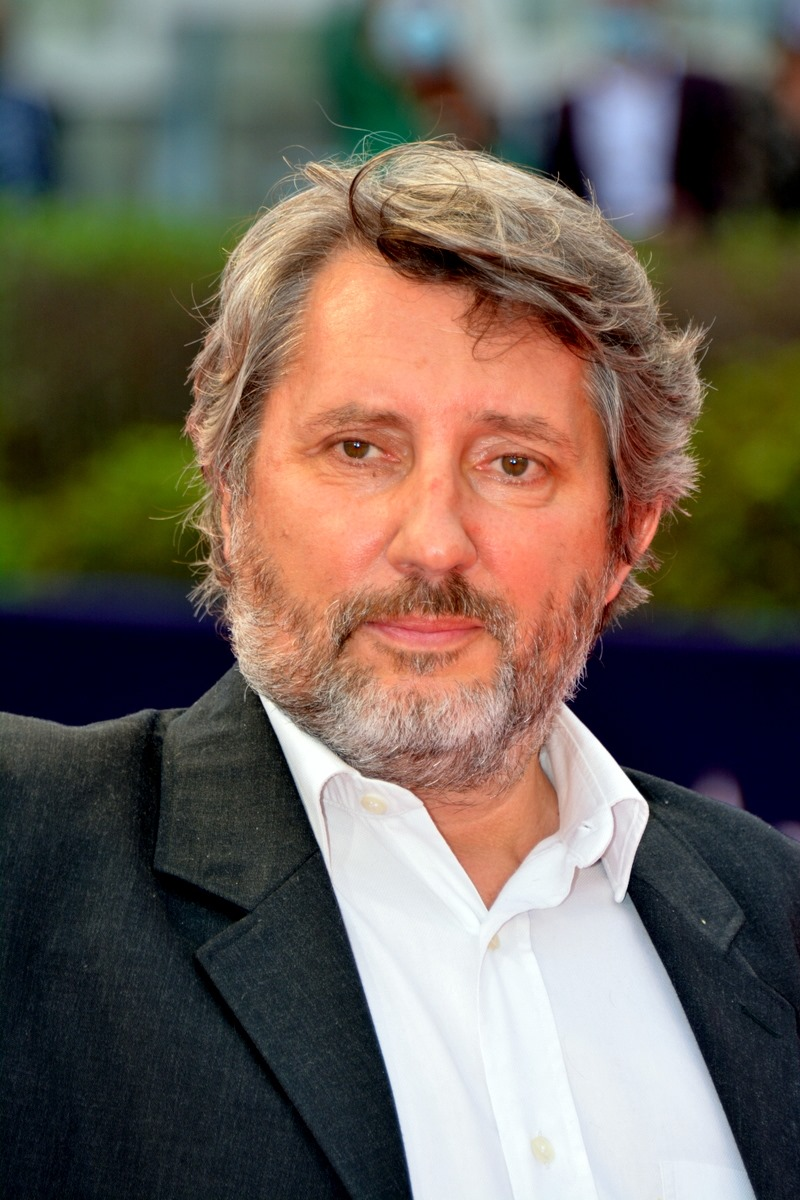
Bruno Podalydès al Festival di Deauville nel 2020

Anche suo fratello Denis Podalydès è un attore.

## Filmografia parziale

### Regista, sceneggiatore e attore
- Versailles Rive-Gauche (1992)
- Dieu seul me voit (1998)
- Liberté-Oléron (2001)
- Il mistero della camera gialla (Le mystère de la chambre jaune) (2003)
- Le Parfum de la dame en noir (2005)
- Paris, je t'aime (episodio Montmartre) (2006)
- Bancs publics (Versailles rive droite) (2009)
- Adieu Berthe - L'enterrement de mémé (2012)
- Comme un avion (2015)
- Bécassine! (2018)
- Les Deux Alfred (2020)
- Wahou! (2023)
- La Petite Vadrouille (2024)

### Regista e attore
- Adieu Berthe - L'enterrement de mémé (2012)

### Attore
- Il mio migliore incubo! (Mon pire cauchemar), regia di Anne Fontaine (2011)
- Il figlio dell'altra (Le Fils de l'autre), regia di Lorraine Lévy (2012)
- La fille du 14 juillet, regia di Antonin Peretjatko (2013)
- Joséphine, regia di Agnès Obadia (2013)
- È arrivato nostro figlio (100% cachemire), regia di Valérie Lemercier (2013)
- La Belle Saison, regia di Catherine Corsini (2015)
- Vengo subito (Je suis à vous tout de suite), regia di Baya Kasmi (2015)
- Mister Chocolat (Chocolat), regia di Roschdy Zem (2016)
- L'amore secondo Isabelle (Un beau soleil intérieur), regia di Claire Denis (2017)
- Pupille - In mani sicure (Pupille), regia di Jeanne Herry (2018)
- Incroci sentimentali (Avec amour et acharnement), regia di Claire Denis (2022)

## Riconoscimenti
- Premio César
  - 1993 – Migliore cortometraggio per Versailles Rive-Gauche[1]
  - 1999 – Migliore opera prima per Dieu seul me voit (Versailles-Chantiers)[2]